# Louis Léopold Robert
Louis Léopold Robert (ur. 13 maja 1794 w La Chaux-de-Fonds, zm. 20 marca 1835 w Wenecji) – szwajcarski malarz romantyczny, na początku kariery zajmował się także grawerstwem. Malował portrety, obrazy rodzajowe oraz wyidealizowane sceny ludowe z różnych regionów Włoch.

## Życiorys

### Dzieciństwo w Szwajcarii
Urodził się 13 maja 1794 roku w La Chaux-de-Fonds w kantonie Neuchâtel w rodzinie francuskojęzycznych protestantów. Jego ojciec był zegarmistrzem; Léopold miał dwie siostry i dwóch braci. Początkowo uczył się w szkole z internatem w Porrentruy, a później u kupca, przyjaciela jego ojca w Yverdon-les-Bains. Ponieważ nie wykazywał zainteresowania handlem, musiał wrócić do rodzinnego miasta, gdzie zaczął pracę w warsztacie grawerskim. Pochodzący z sąsiedniego Le Locle rytownik Karl Girardet zainteresował się jego wczesnymi pracami. Zaproponował mu, żeby został jego uczniem w Paryżu, gdzie sam pracował. 

### Nauka we Francji
We wrześniu 1810 roku Robert wyjechał z Girardetem do Paryża, aby dalej uczyć się grawerstwa. Jednocześnie uczył się w warsztacie Jacques-Louis Davida, który zainteresował go malarstwem. W 1812 roku zaczął uczęszczać do Szkoły Sztuk Pięknych w Paryżu, starając się o stypendium na naukę w Rzymie. W 1814 roku zdobył drugą nagrodę w konkursie grawerstwa Grand Prix Rzymu, przegrywając z François Forsterem. Wraz z upadkiem Cesarstwa Francuskiego i według postanowień kongresu wiedeńskiego księstwo Neuchâtel nie należało już do Francji, a Robert stracił narodowość francuską. Wykluczony ze Szkoły Sztuk Pięknych jako obcokrajowiec, został także wyłączony z konkursu Grand Prix Rzymu, gdzie miał szansę na pierwszą nagrodę. Przez kilka lat uczył się w warsztacie neoklasycznego malarza Antoine-Jeana Grosa, a następnie zdecydował się wrócić do Szwajcarii. Zamieszkał w rodzinnym La Chaux-de-Fonds i poświęcił się malarstwu, malując liczne portrety burżuazji. 

### Nauka i kariera we Włoszech
Jego mecenas François Roullet-Mézerac pożyczył mu 150 luidorów na wyjazd do Rzymu, gdzie Robert pozostał przez 13 lat (1818–1831) i z powodzeniem realizował kolejne etapy swojej kariery. Uczęszczał do Akademii Francuskiej w Rzymie i odnowił kontakty z byłymi uczniami Davida, m.in. Jean-Victorem Schnetzem, który później towarzyszył mu w podróżach po Włoszech. Aby zwrócić pieniądze swojemu mecenasowi i rodzinie, malował liczne dzieła o niewielkim formacie, przedstawiające włoskie sceny rodzajowe z dwoma lub trzema postaciami. Brał udział w wystawach i dostawał coraz liczniejsze zamówienia. Z tego powodu poprosił o pomoc swojego młodszego brata Aurèle’a, który dołączył do niego w Rzymie w 1822. 
W latach 1821–1822 pracował nad obrazem o tematyce historycznej Korynna na Przylądku Miseńskim zamówionym przez barona de Foucaucourt. Obraz miał być jego debiutem na Salonie Paryskim, dlatego pojechał do Neapolu, aby dokładnie przygotować szkice pejzażu. Skupiony na szczegółach nie zdołał osiągnąć harmonijnej kompozycji, która pozostała statyczna. Obraz został odrzucony przez jury Salonu, które jednak zaakceptowało cztery sceny rodzajowe. Głęboko naznaczony tą porażką wydrapał sylwetkę Korynny i zastąpił ją postacią ślepego neapolitańskiego grajka, którego słuchał młody człowiek. W 1822 roku zdobył złoty medal za sceny rodzajowe. 
W 1825 roku jego brat Albert popełnił samobójstwo, podcinając sobie gardło brzytwą, prawdopodobnie pod wpływem miłosnego zawodu. Robert przeprowadził się do Rzymu, gdzie odwiedzał salon Juliette Récamier. Został mianowany członkiem Akademii w Berlinie i brał udział w niemieckich wystawach. Pod wpływem podróży do Neapolu i innych włoskich regionów zaczął pracę nad wielkoformatowymi kompozycjami, które zamierzał wysłać do Salonu Paryskiego. Miały przedstawiać cztery pory roku w różnych regionach Włoch i towarzyszące im zwyczaje ludowe. Inspiracją były Pory Roku francuskiego malarza Nicolasa Poussina. Pierwszy obraz Le retour du pèlerinage de la Madone de l'Arc (Powrót z pielgrzymki do sanktuarium Madonny dell'Arco), który przedstawiał Neapol wiosną, odniósł sukces na salonie w roku 1827 i został zakupiony przez króla Karola X z przeznaczeniem do Musée du Luxembourg. W 1831 roku Robert zaprezentował La halte des Moissonneurs dans les marais Pontins (Postój żniwiarzy na Polach Pontyjskich) przedstawiający lato w regionie Pól Pontyjskich. Ten i dwa inne obrazy zostały zakupione przez Ludwika Filipa I, który także uhonorował malarza krzyżem Orderu Legii Honorowej.

### Zaburzenia depresyjne i śmierć
W Rzymie poznał Napoleona Ludwika Bonaparte i jego żonę Charlottę, w której nieszczęśliwie się zakochał. W 1832 roku wyjechał z Rzymu, zatrzymał się na krótko we Florencji, gdzie ostatecznie rozwiały się jego nadzieje dotyczące Charlotty, i osiadł w Wenecji. W latach 1832–1835 cierpiał na zaburzenia depresyjne i niewiele malował. Zaczął pracę nad trzecim obrazem z serii włoskich pór roku, który miał przedstawiać karnawał w Wenecji, jednak zmienił temat na bliższy jego stanowi ducha – namalował Le Départ des pêcheurs de l'Adriatique (Wypłynięcie adriatyckich rybaków). Dzieło zostało dobrze przyjęte, ale Robert zdawał sobie sprawę, że nie dorównywało poprzednim. Krótko po ukończeniu obrazu, 20 marca 1835 roku, pogrążony w głębokim stanie depresyjnym popełnił samobójstwo. Podciął sobie gardło podobnie jak jego brat tego samego dnia dekadę wcześniej. Został znaleziony w pracowni przed repliką Postoju żniwiarzy na Polach Pontyjskich, nad którą pracował dla kolekcjonera Atanazego Raczyńskiego. Spoczywa na cmentarzu San Michele w Wenecji.

## Dzieła

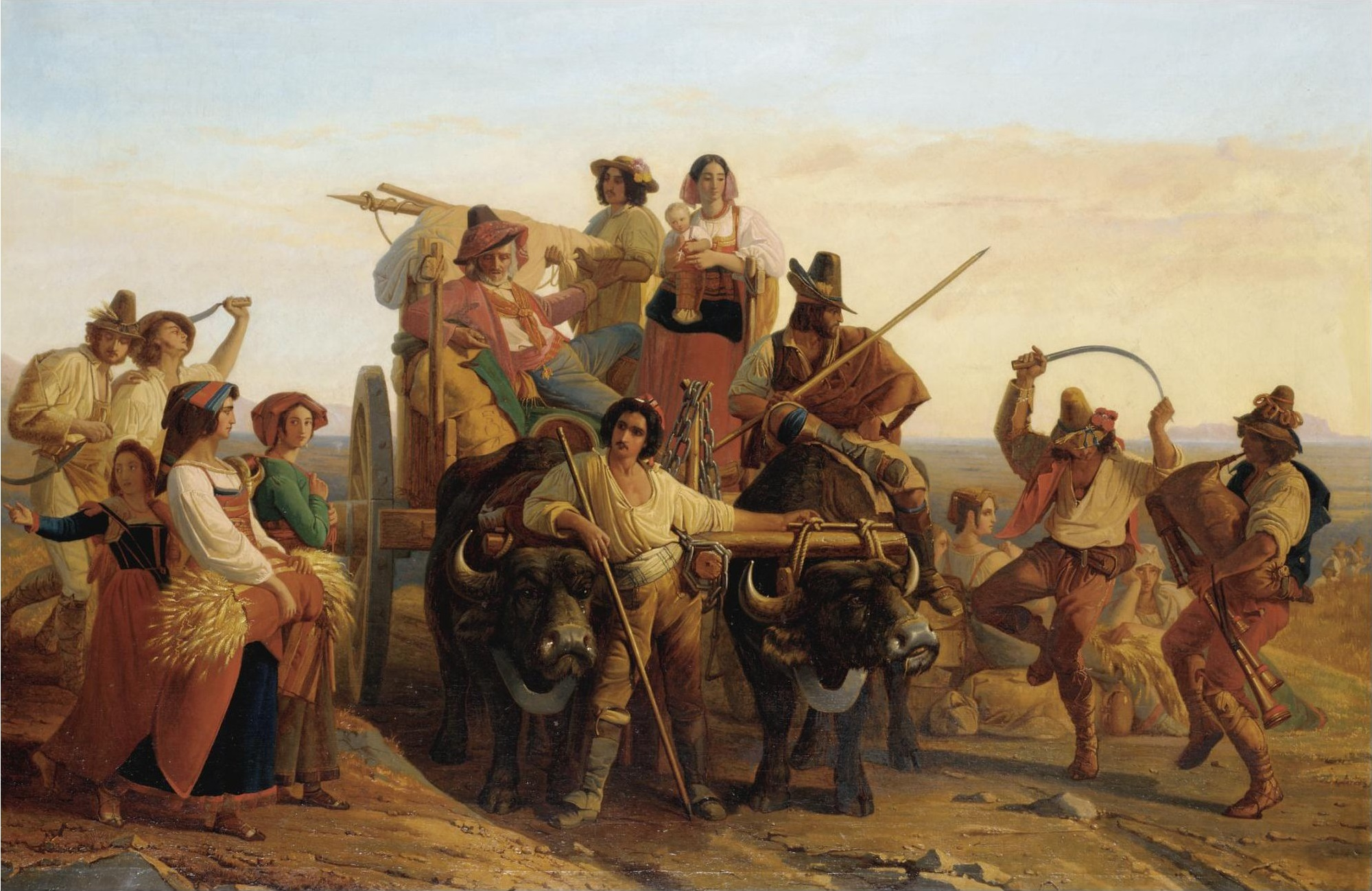
Postój żniwiarzy na Polach Pontyjskich, 1831

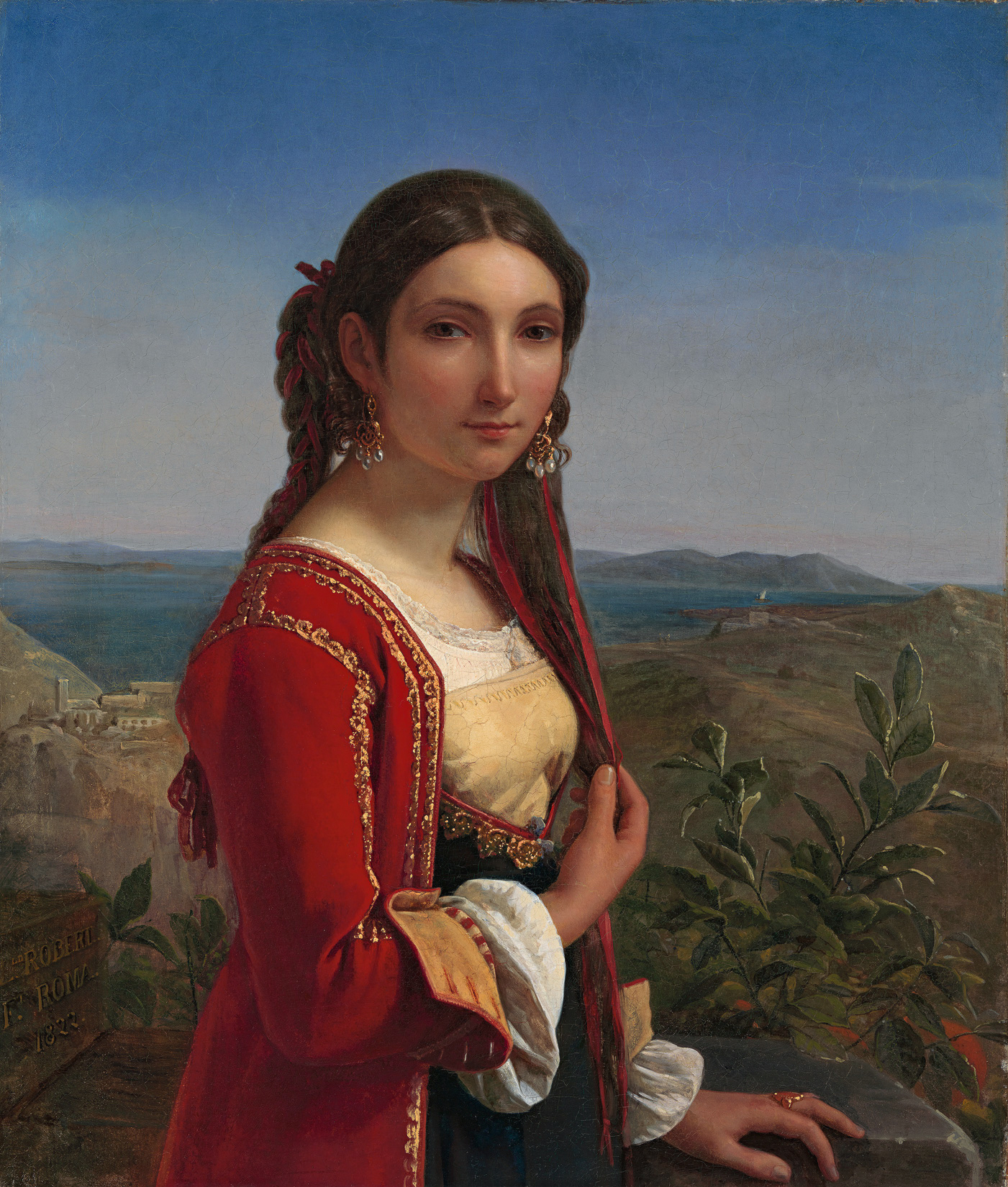
Młoda dziewczyna z okolic Procidy, 1822

- Wnętrze bazyliki św. Pawła za murami po pożarze w 1823 roku[5], 85 × 74,5 cm, Musée d'Art et d'Histoire de Neuchâtel
- Młoda dziewczyna z okolic Procidy, 1822, 82,5 × 64 cm, Museum Oskar Reinhart am Stadtgarten
- Le retour du pèlerinage de la Madone de l'Arc (Powrót z pielgrzymki do sanktuarium Madonny dell'Arco), 142 × 212 cm, Luwr
- L'Arrivée des Moissonneurs dans les marais Pontins (Postój żniwiarzy na Polach Pontyjskich)
- Les Pêcheurs de l'Adriatique, Salon z 1835, Musée d'art et d'histoire de Neuchâtel
- Deux jeunes Napolitaines se parant pour la fête, 48 × 38 cm, 1833
- Idylle à Ischia, 73 × 62,5 cm, 1827, Museum Oskar Reinhart am Stadtgarten
- Deux baigneuses, costume de Saint-Donatien, 1827, Musée des Beaux-Arts de Nantes
- Jeune italienne assise sur les rochers à Capri, 1827,  Palais des Beaux-Arts w Lille
- Brigand de la campagne Romaine
- La Tombe du brigand, Musée des beaux-arts de Bordeaux
- Paysanne de la campagne romaine, 1814, Luwr
- Une religieuse, 1821, Musée des beaux-arts de Nantes
- Femme de brigand veillant sur le sommeil de son mari, 1821
- La jeune fille de Procida, 1822, Museum Oskar Reinhart am Stadtgarten
- Jeune fille de Sorrente avec un tambourin, 1824, Musée d'art et d'histoire de Neuchâtel
- Improvisateur napolitain, 1824
- Paysanne de la campagne de Rome, 1824, Luwr
- Italienne et sa fille, 1825, Musée des beaux-arts de Neuchâtel
- La Mère malheureuse, 1825, Musée Rolin
- Deux baigneuses, costume de Saint-Donatien, 1827, Musée des beaux-arts de Nantes
- Jeune italiennes assise sur les rochers à Capri, 1827, Palais des Beaux-Arts w Lille
- L'ermite de Saint-Nicolas à Ischia, recevant des fruits d'une jeune fille, 1827, Musée des beaux-arts de Nantes
- Les Petits pêcheurs de grenouilles dans les Marais Pontins, 1828, Musée des beaux-arts de Nantes
- La Confidence, 1830, Musée Condé
- Femme napolitaine pleurant sur les débris de sa maison détruite par un tremblement de terre, 1830, Musée d'art et d'histoire de Neuchâtel
- Le Lendemain du tremblement de terre, 1830, Musée Condé
- Léopold Robert, Jeune fille de Sezze, 1831, Musée des beaux-arts de La-Chaux-de-Fonds
- Deux jeunes Suissesses caressant un chevreau, 1832–1833
- Deux jeunes Filles napolitaines se parant pour la danse, 1832–1833
- La Mère heureuse, 1834, Musée Rolin
- Bandit calabrais, Musée d'art et d'archéologie de Guéret